# 讷耶勒列尔
讷耶勒列尔（法語：Neuillé-le-Lierre，法語發音：[nœje lə ljɛʁ] ⓘ）是法国安德尔-卢瓦尔省的一个市镇，位于该省东部偏北，属于图尔区。

## 地理
讷耶勒列尔（47°30'43"N, 0°54'36"E）面积16.63 平方千米，位于法国中央-卢瓦尔河谷大区安德尔-卢瓦尔省，该省份为法国中西部省份，北起萨尔特省、东北接卢瓦-谢尔省，东南接安德尔省，南至维埃纳省，西临曼恩-卢瓦尔省。
与讷耶勒列尔接壤的市镇（或旧市镇、城区）包括：欧特雷什、图赖讷地区欧祖埃尔、图赖讷地区蒙特勒伊、勒尼、维勒多梅。

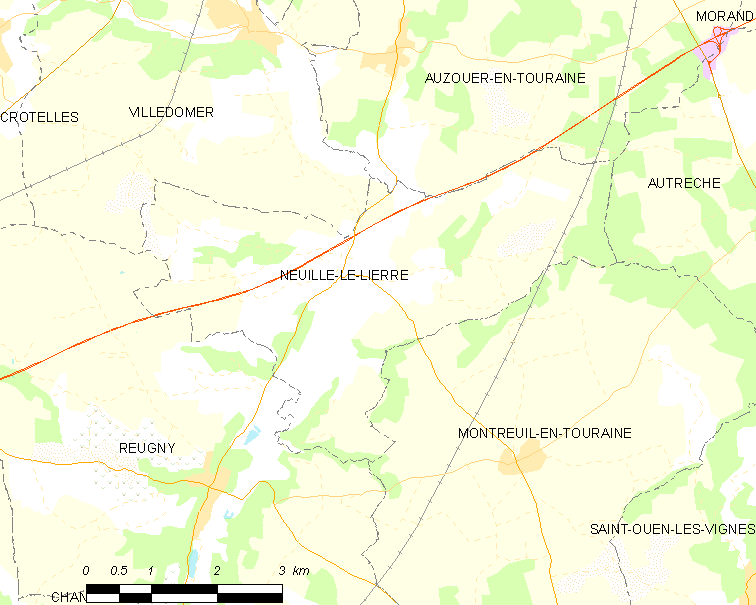
讷耶勒列尔的OSM定位图

讷耶勒列尔的时区为UTC+01:00、UTC+02:00（夏令时）。

## 行政
讷耶勒列尔的邮政编码为37380，INSEE市镇编码为37166。

## 政治
讷耶勒列尔所属的省级选区为昂布瓦斯县。

## 人口

1962-2008年间讷耶勒列尔人口变化图示

讷耶勒列尔于2022年1月1日时的人口数量为763人。